# Bušinec (přítok Šembery)
Bušinec je potok ve Středočeském kraji, levostranný a celkově největší přítok říčky Šembery, která je levostranným přítokem řeky Výrovky. Délka toku činí přibližně 11 km. Plocha povodí má rozlohu 20,1 km².

## Průběh toku
Bušinec pramení na katastru Doubku v okrese Praha-východ v lesích jihozápadně od obce Masojedy v nadmořské výšce okolo 410 m. Nejdříve teče ve dvou větvích, z nichž první, delší, má prameniště ve formě dvou jezírek, a druhá, kratší, ve formě bažiny. Obě větve se stékají jen několik metrů od svých pramenů. Teče převážně severovýchodním směrem. V Masojedech napájí obecní rybník. Pod obcemi Masojedy a Doubravčice teče velmi strmým hlubokým skalnatým kaňonem (roklí), ve kterém tvoří peřeje i meandry. Zde také nabírá další tři bezejmenné přítoky. Protéká obcí Mrzky, kde se do něj zleva vlévají Mrzecký potok a Hradešínka. Níže po proudu, u jižního okraje Tismic, se na návrší podél pravého břehu potoka nacházejí zbytky raně středověkého hradiště. V Tismicích napájí Bušinec Horní Tismický rybník (0,53 ha) a Velký Tismický rybník, který má rozlohu 2,3 ha. Po zhruba dalších dvou kilometrech se na jižním okraji Českého Brodu vlévá zleva do Šembery.

### Větší přítoky
- Mrzecký potok, zleva
- Hradešínka, zleva

V katastrálním území Masojed se do Bušince vlévají tři bezejmenné přítoky.

## Vodní režim
N-leté průtoky u ústí:
| N-leté průtoky | Q1  | Q2  | Q5  | Q10 | Q20 | Q50  | Q100 |
| -------------- | --- | --- | --- | --- | --- | ---- | ---- |
| Q [m³/s]       | 1,6 | 2,8 | 5,0 | 7,1 | 9,8 | 14,1 | 18,0 |

## Fotogalerie

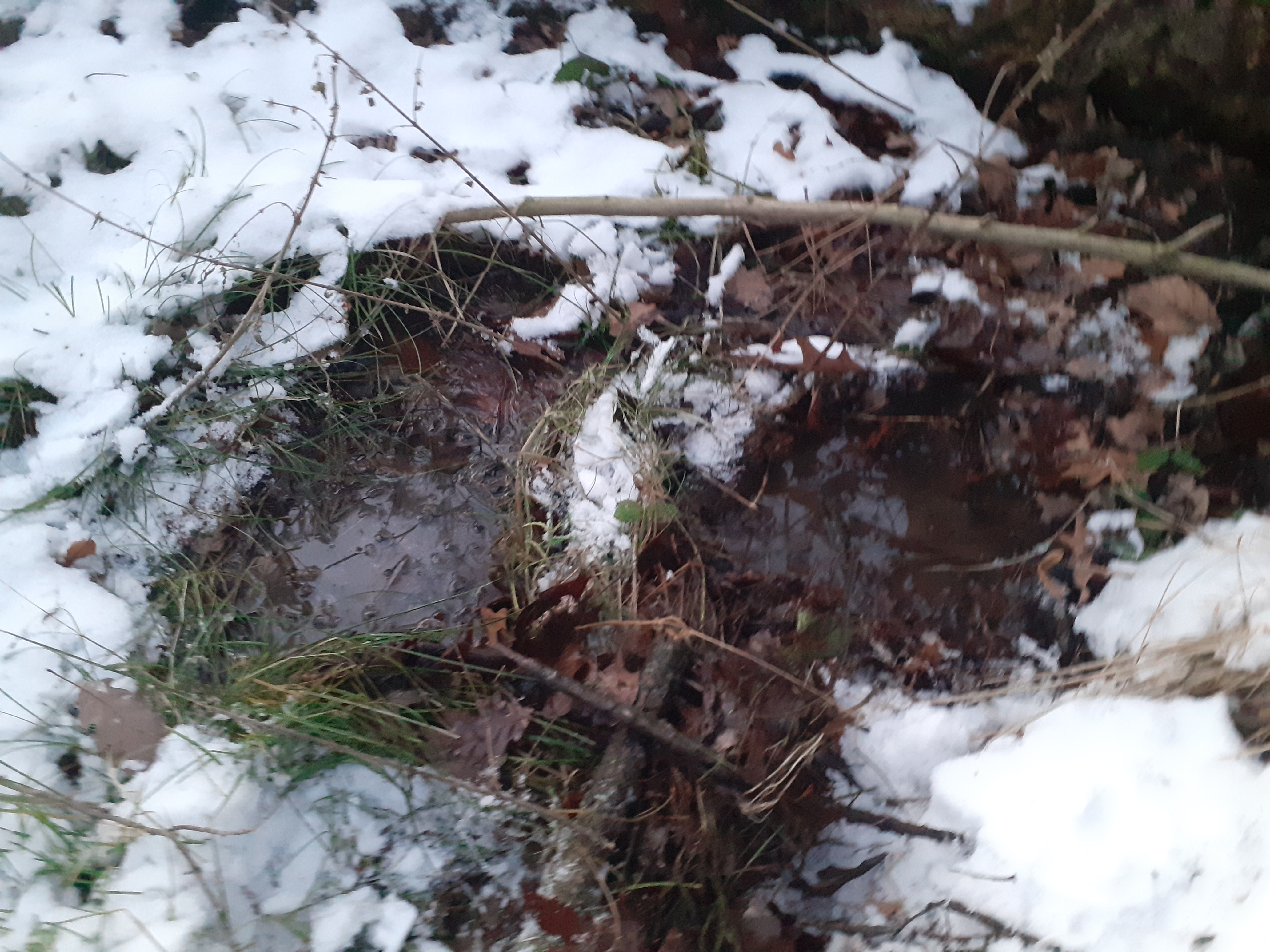
Pramen Bušince v zimě (delší větev)
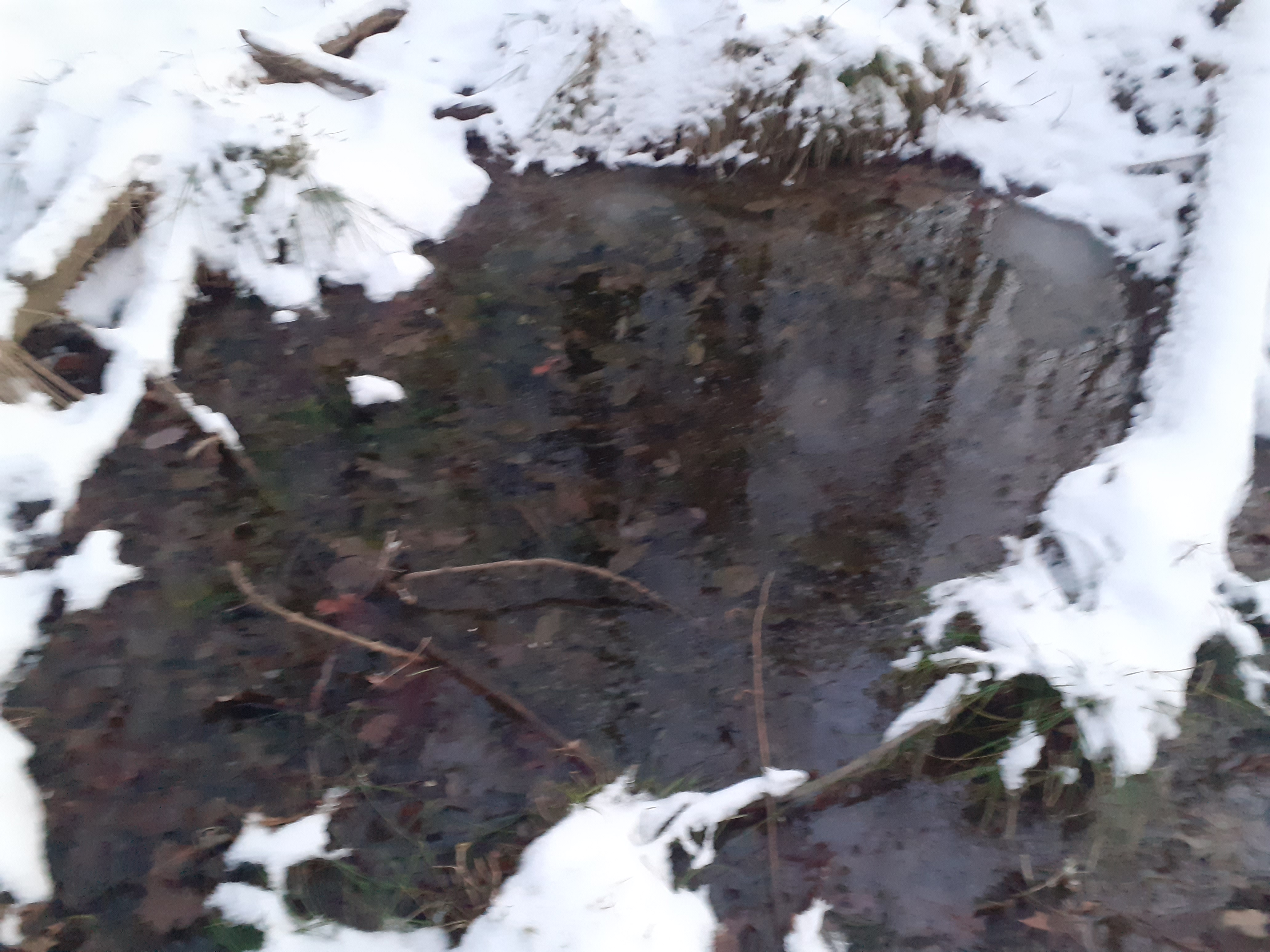
Druhé jezírko pramene Bušince v zimě (delší větev)
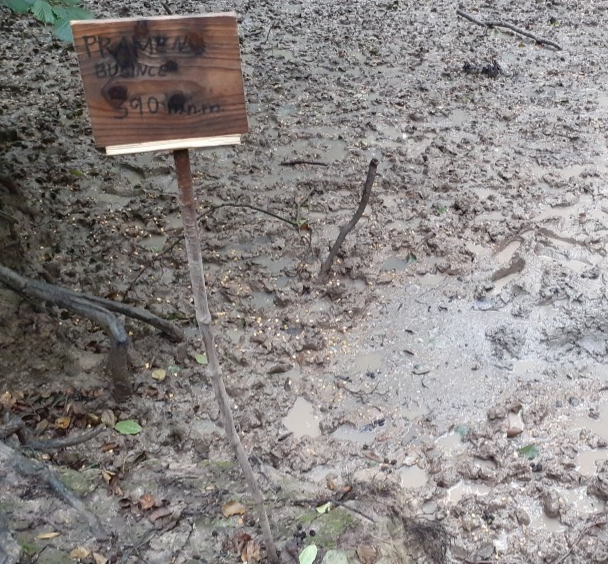
Pramen Bušince (kratší větev)
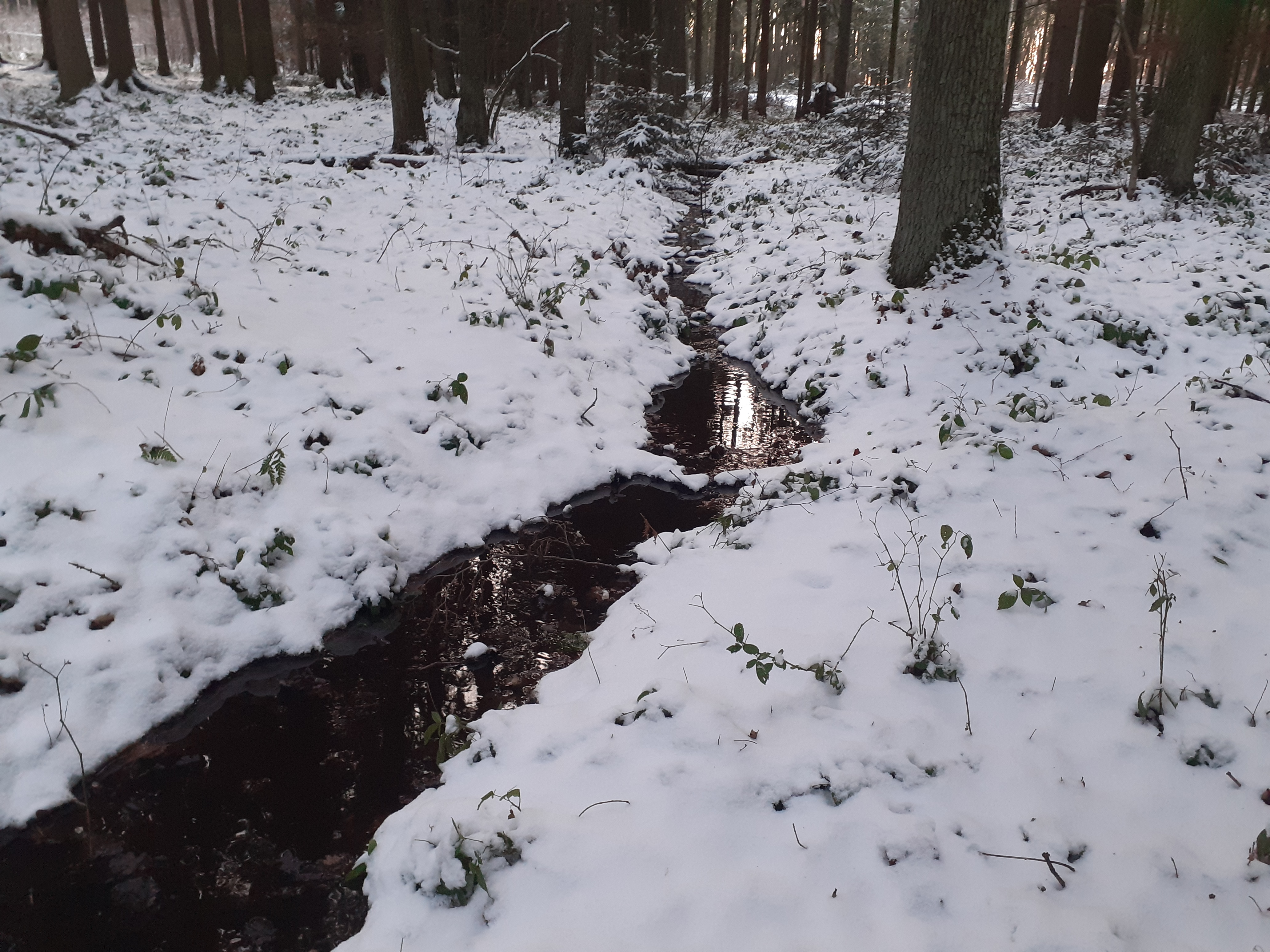
Bušinec těsně za soutokem obou pramenných větví
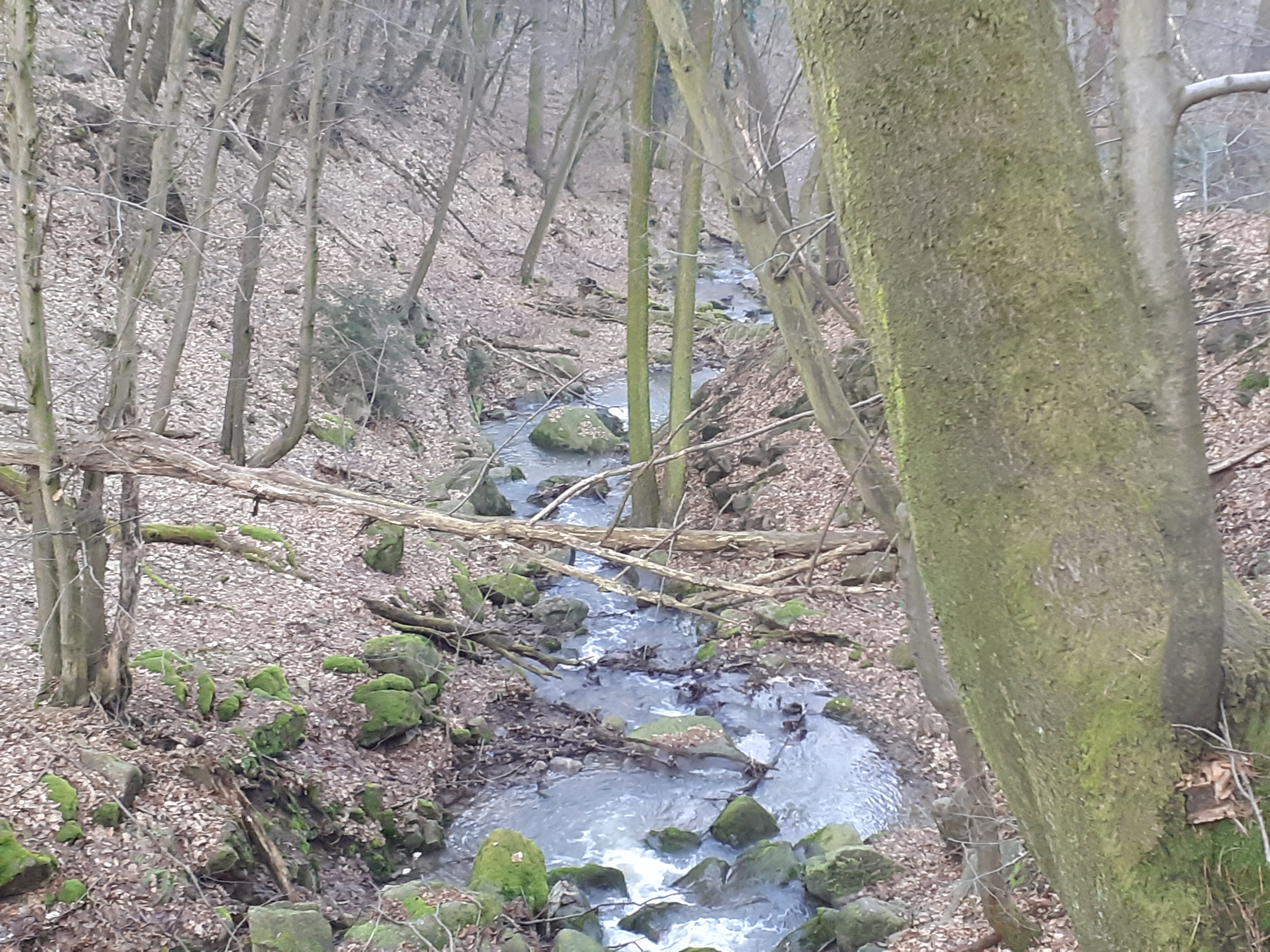
Bušinec v kaňonu pod obcí Masojedy
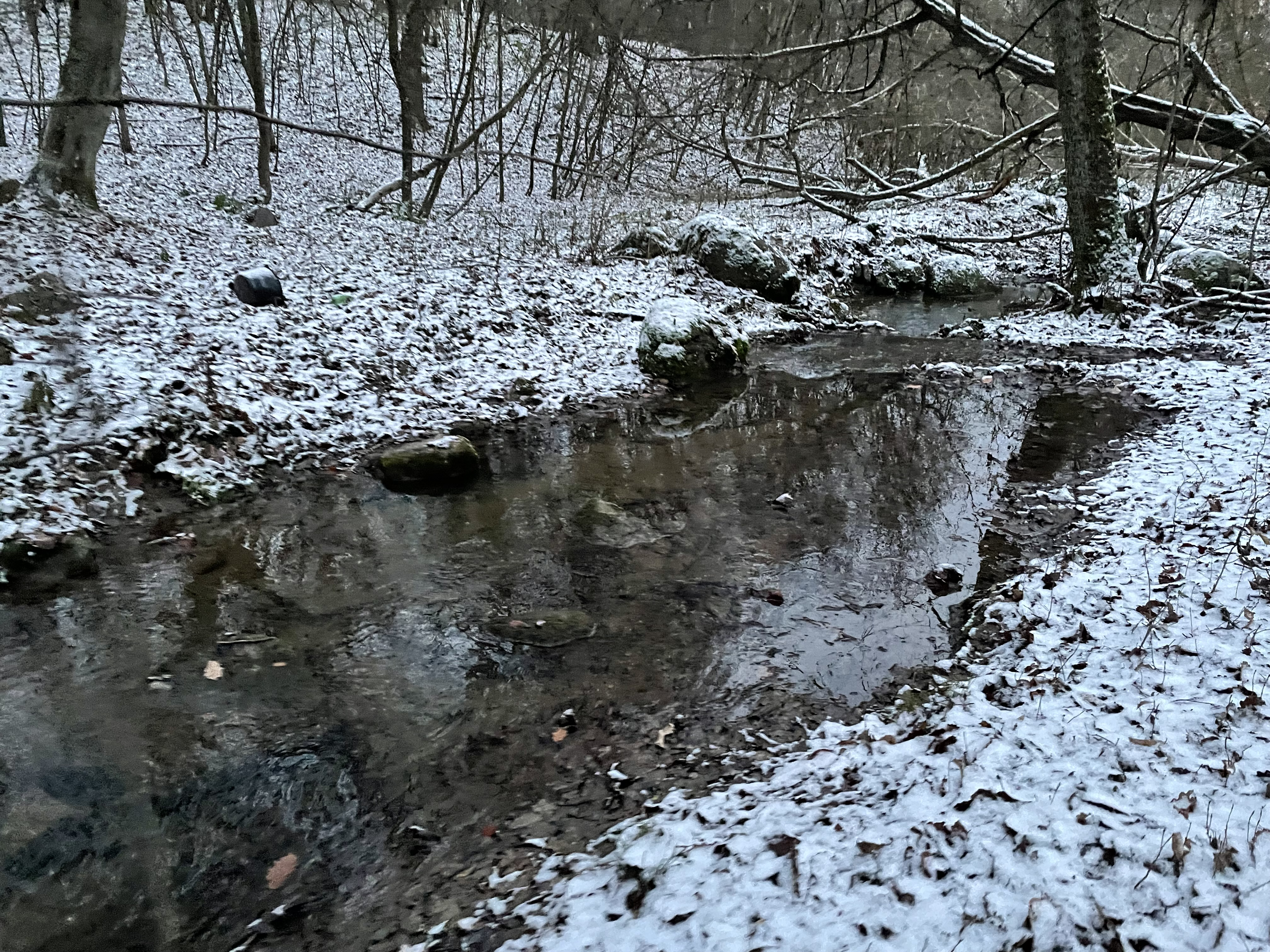
Bušinec v údolí pod obcí Masojedy
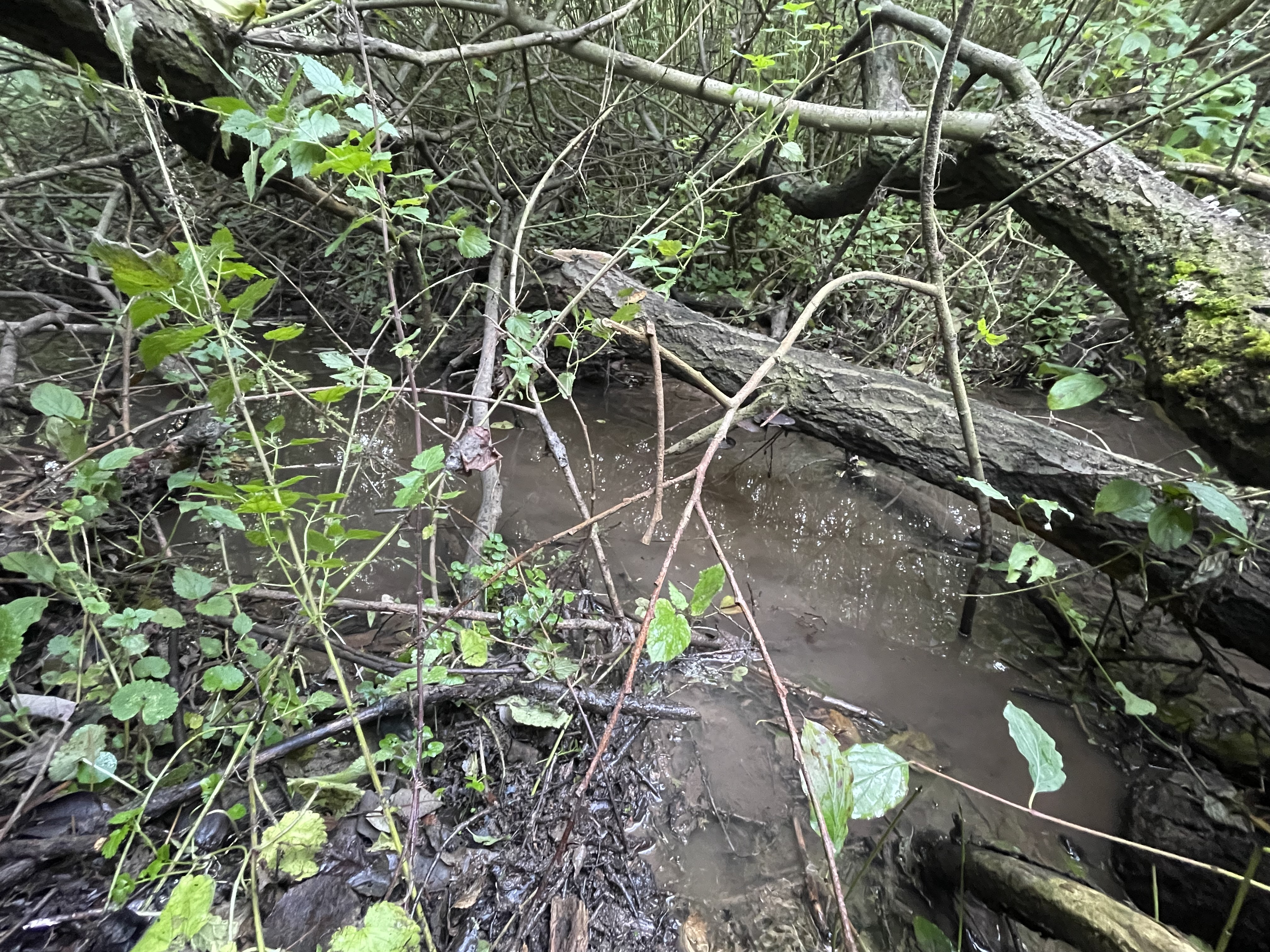
Ústí Mrzeckého Potoka zleva do Bušince v Mrzkách
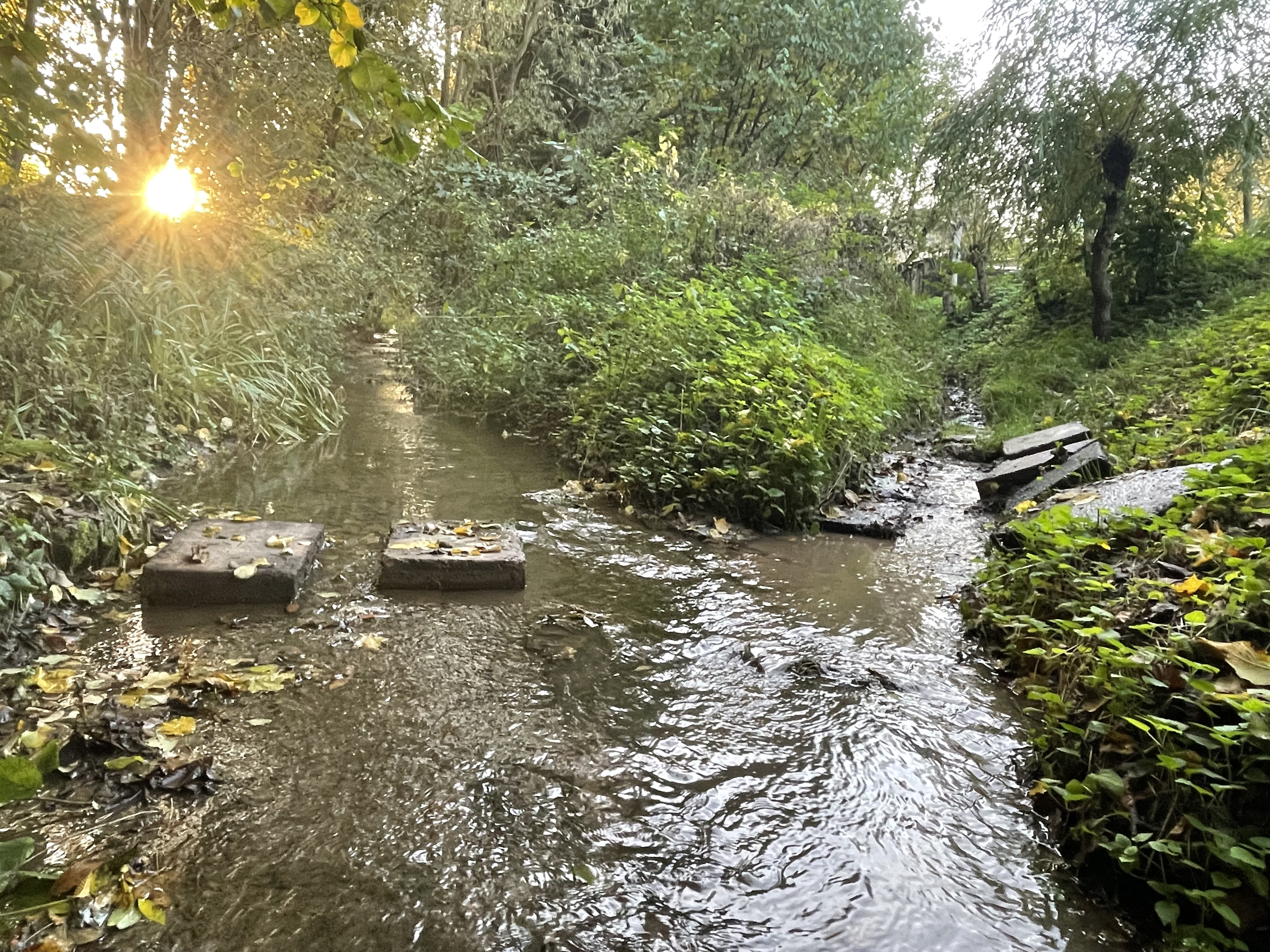
Ústí Hradešínky zleva do Bušince v Mrzkách
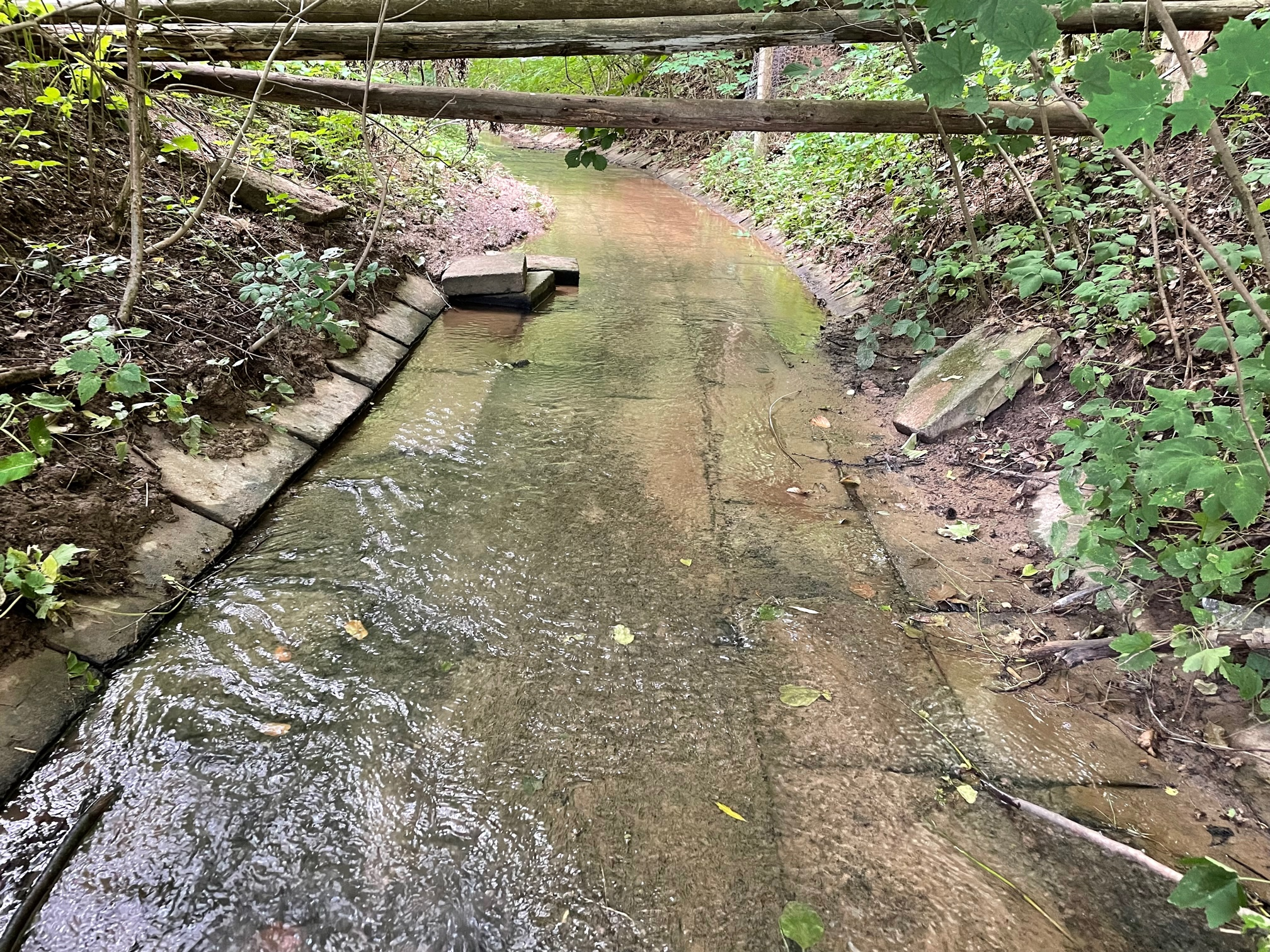
Vydlážděné koryto Bušince v Mrzkách
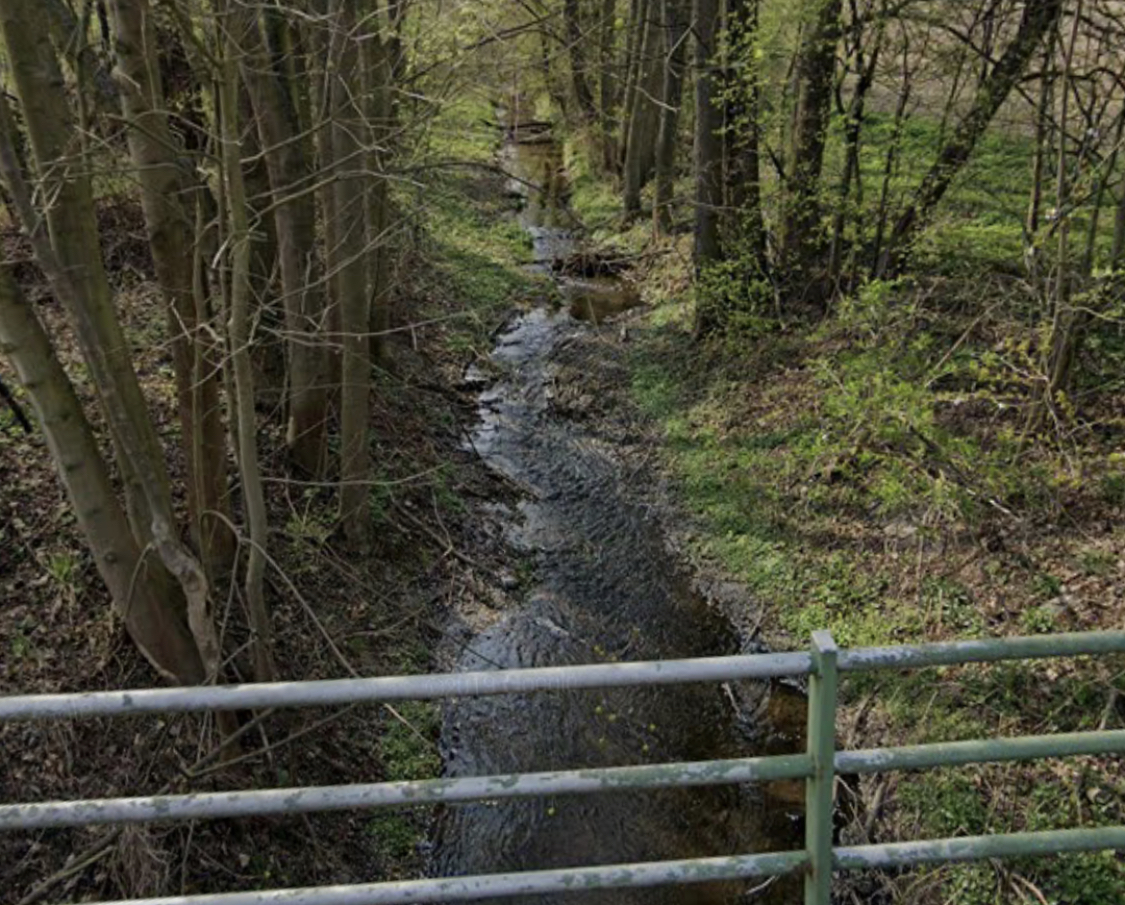
Bušinec v Českém Brodě
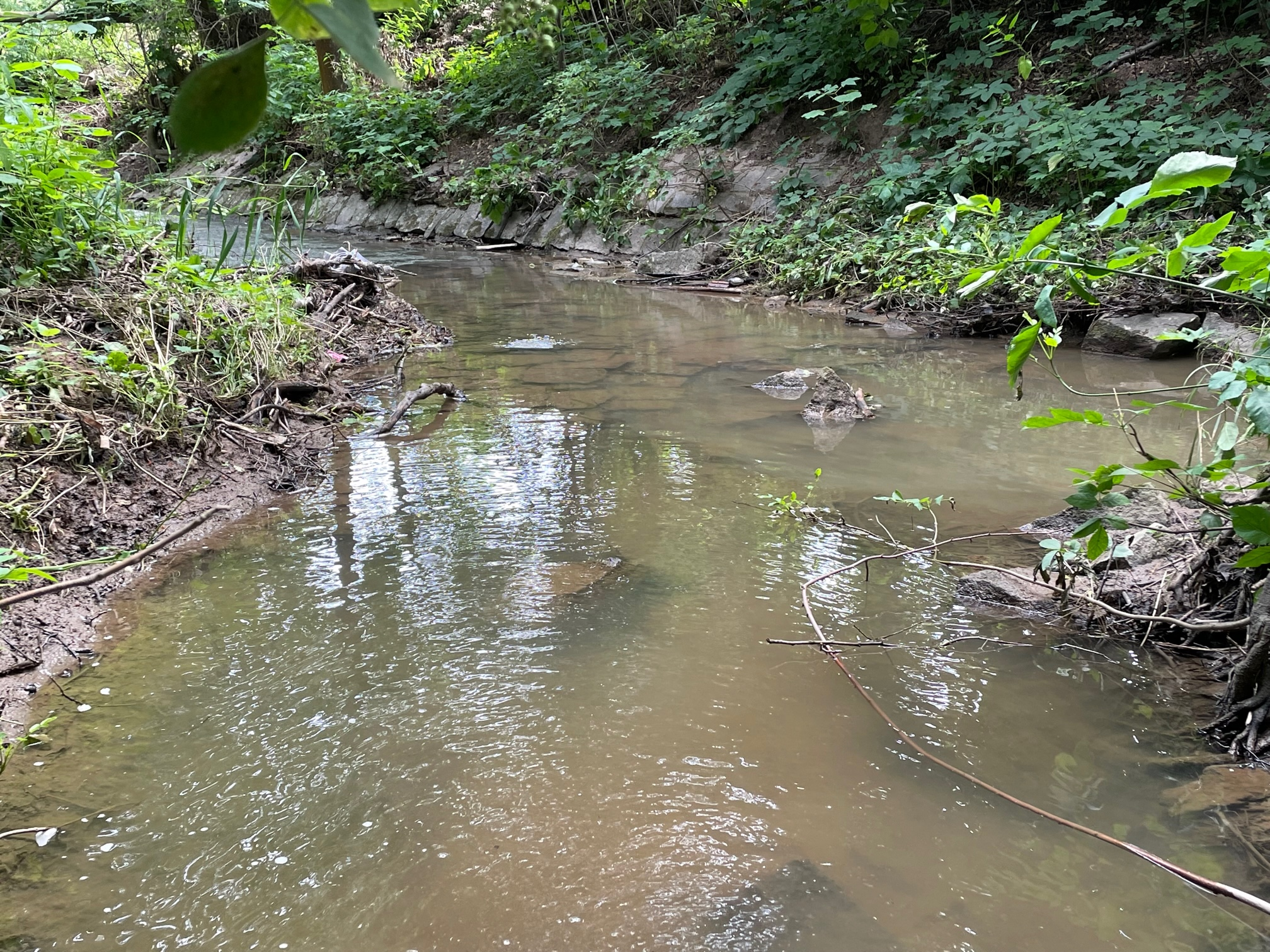
Ústí Bušince zleva do Šembery v Českém Brodě
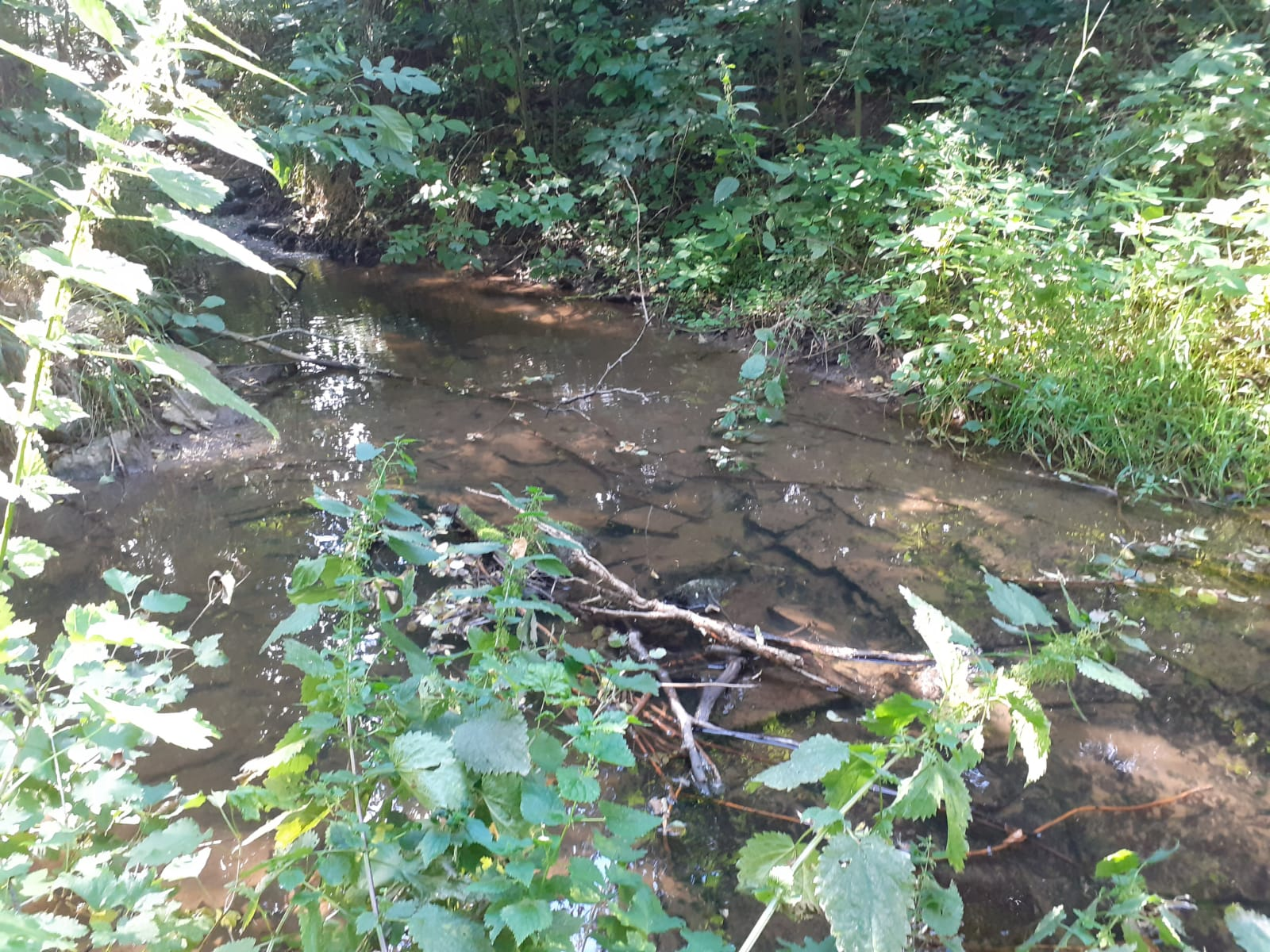
Ústí Bušince zleva do Šembery v Českém Brodě za velmi nízkého stavu vody
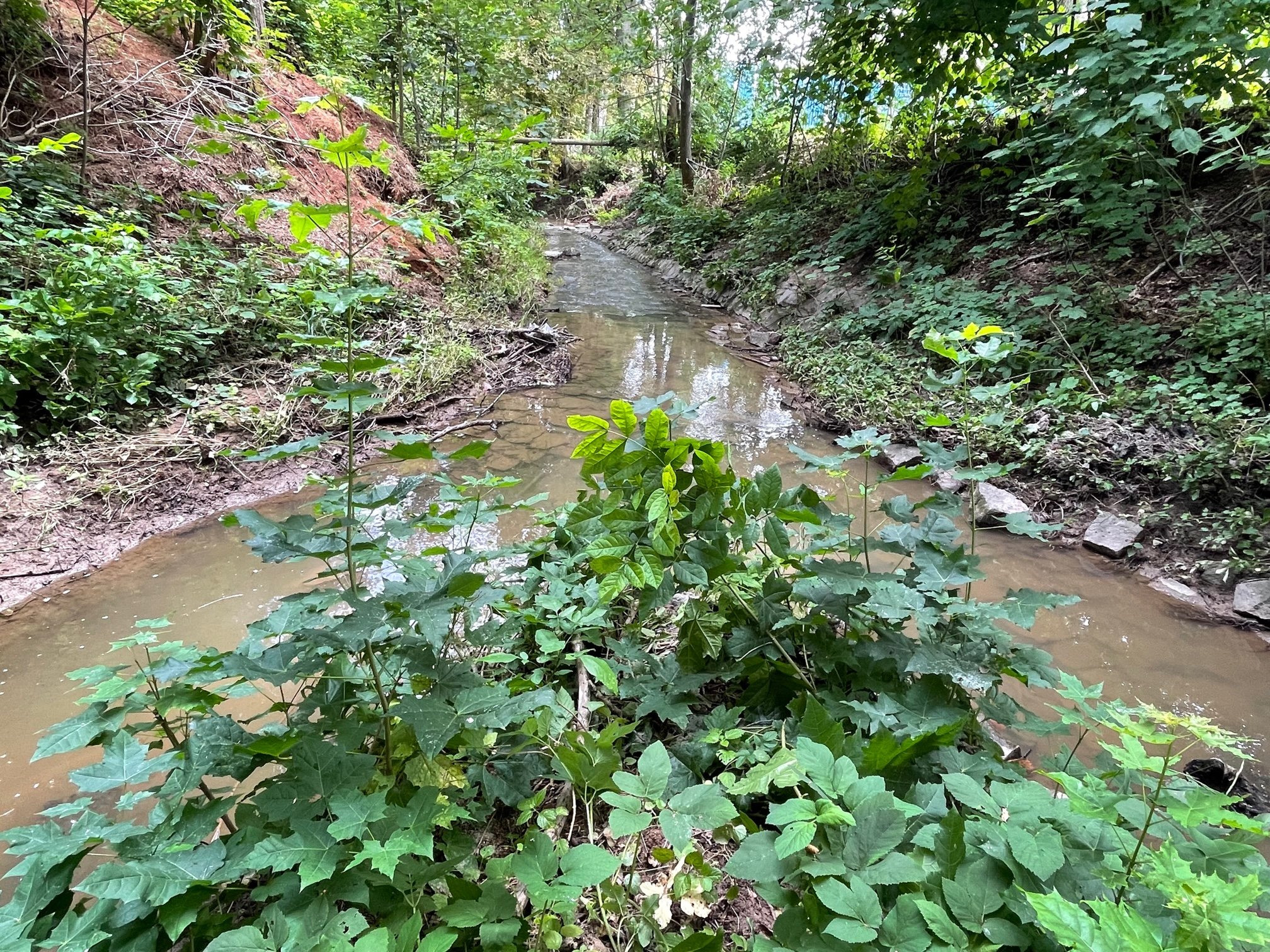
Špice soutoku Šembery a Bušince